# اولد-ریور وینفری (تگزاس)
اولد-ریور وینفری، تگزاس(به انگلیسی: Old River-Winfree, Texas) شهری در ایالت تگزاس از ایالات جنوبی ایالات متحده آمریکا است. در سرشماری سال ۲۰۰۰، جمعیت این شهر ۱۳۶۴ نفر اعلام شد.